# Live & Inspired
Live & Inspired ist ein Livealbum der US-amerikanischen Rockband Godsmack. Das Album wurde am 15. Mai 2012 über Republic Records veröffentlicht.

## Entstehung
Für das Album wurde der Auftritt von Godsmack vom 1. Juni 2007 im Detroiter Fox Theater aufgezeichnet. Laut Sänger Sully Erna wäre das Publikum an diesem Veranstaltungsort „immer großartig, was jede Rockband bestätigen könne“. Ursprünglich wollte die Band Aufnahmen von verschiedenen Auftritten verwendet, jedoch entschieden sich die Musiker für die Aufnahmen aus Detroit. Da Live & Inspired zwei Jahren nach dem 2010 erschienenen fünften Studioalben The Oracle veröffentlicht wurde enthält es keine Lieder von diesem Album. Bei dem Lied Whatever spielt die Band Auszüge der Lieder Detroit Rock City von Kiss und Over the Mountain von Ozzy Osbourne.
Als Bonus liegt dem Album eine zweite CD bei, auf der Godsmack Lieder von Joe Walsh, den Beatles, Pink Floyd und Metallica covern. Godsmack wählten dabei Titel aus, die sie über die Jahre beeinflusst haben. Godsmack nahmen mit In the Air Tonight von Phil Collins noch eine fünfte Coverversion auf. Diese wurde jedoch nicht verwendet, weil sie laut Schlagzeuger Shannon Larkin nicht zu den anderen Coverversionen passte. Eine spätere Veröffentlichung schloss Larkin nicht aus. Produziert wurde Live & Inspired von Sänger Sully Erna.

## Titelliste
| CD 1 (Live) | CD 2 (Inspired) |
| --- | --- |
| 1. Straight Out of Line – 5:37 2. Re-Align – 4:42 3. Awake – 4:57 4. Moon Baby – 4:52 5. Changes – 6:02 6. The Enemy – 4:15 7. Keep Away – 9:50 8. Speak – 3:50 9. Voodoo – 4:27 10. Batalla de los Tambores – 6:31 11. Whatever – 5:50 12. Serenity – 4:41 13. I Stand Alone – 4:57 | 1. Rocky Mountain Way (Original: Joe Walsh) 2. Come Together (Original: The Beatles) 3. Time (Original: Pink Floyd) 4. Nothing Else Matters (Original: Metallica) |

## Rezeption

### Rezensionen
Gregory Heaney vom Onlinemagazin AllMusic beschrieb Live & Inspired als ein „erweitertes Greatest-Hits-Album, auf das sich sowohl alte als auch neue Fans stürzen werden“. Chad Childers vom Onlinemagazin Loudwire schrieb, dass „all diejenigen, die bisher noch kein Konzert von Godsmack gesehen hätten, auf Live & Inspired entdecken, was sie bislang verpasst haben“.

### Chartplatzierungen
| ChartsChartplatzierungen            | Höchstplatzierung | Wochen |
| ----------------------------------- | ----------------- | ------ |
| Kanada (MC)                         | 23 (1 Wo.)        | 1      |
| Vereinigte Staaten (Billboard)      | 19 (4 Wo.)        | 4      |
| Vereinigte Staaten (Billboard Rock) | 8 (4 Wo.)         | 4      |

Im März 2017 erreichte Godsmacks Version von Come Together Platz eins der Billboard-Charts Hard Rock Digital Song Sales.